# Campodorus belokobylskii
Campodorus belokobylskii là một loài tò vò trong họ Ichneumonidae.